# Р-25-300
Р-25-300 – авиационный турбореактивный двухвальный двухкаскадный двигатель, дальнейшее развитие Р-13-300. 

## Конструкция
Двигатель состоит из 3-ступенчатого компрессора низкого давления, 5-ступенчатого компрессора высокого давления, одноступенчатой турбины низкого давления, одноступенчатой турбины высокого давления, трубчато-кольцевой камеры сгорания, двухступенчатой форсажной камеры и нерегулируемого реактивного сопла. 

## Производство и эксплуатация
Р-25-300 разработан в ОКБ-300 им. С.К.Туманского , генеральный конструктор С.А.Гаврилов. Производился на Уфимском моторостроительном ПО с 1972 по 1986 гг. Ремонт осуществляется на; заводе изготовителе, авиационном ремонтном заводе МО РФ №218 и ГП «Одессавиаремсервис». 
Двигатель устанавливался на истребитель МиГ-21 бис, что значительно улучшило маневренные характеристики самолёта. 
В настоящее время разрабатывается модификация двигателя – Р-25-300-94 предназначенная для установки на МиГ-21-93.
Р-25-300 производится по лицензии в Индии, компанией HAL для установки на Миг-21 бис индийского производства.